# Noah Billingsley
Noah Billingsley (6 de agosto de 1997 en Wellington) es un futbolista neozelandés. Juega como delantero.

## Trayectoria
A principios de 2015, Darren Bazeley fue contratado el Wanderers, un equipo conformado por jugadores sub-20 participante de la ASB Premiership, por sus buenas actuaciones en el Western Suburbs. Una vez disputada la Copa Mundial de la categoría, el equipo se disolvió y Billingsley pasó al Waitakere United. En 2016, una vez finalizada la liga neozelandesa, viajó a los Estados Unidos para incorporarse al UC Santa Barbara Gauchos, equipo de fútbol de la Universidad de California.
Fue seleccionado por el Minnesota United en el Superdraft de la MLS 2020.
EL club no ejerció su opción de compra el 1 de dicicembre de 2021, y el jugador dejó el club.

### Clubes
| Club                                   | País           | Año       |
| -------------------------------------- | -------------- | --------- |
| Wanderers Special Club                 | Nueva Zelanda  | 2015      |
| Waitakere United                       | Nueva Zelanda  | 2015-2016 |
| UC Santa Barbara Gauchos (Universidad) | Estados Unidos | 2016-2019 |
| Minnesota United                       | Estados Unidos | 2020-2021 |
| Las Vegas Lights (A préstamo)          | Estados Unidos | 2020      |
| Phoenix Rising (A préstamo)            | Estados Unidos | 2021      |

### Selección nacional
Disputó la Copa Mundial Sub-20 de 2015 representando a Nueva Zelanda, donde llegó a marcar un gol ante Birmania en la goleada neozelandesa por 5-1. A los dos años volvió a ser parte del plantel que disputó la Copa Mundial de 2017.
Con la selección mayor hizo su debut el 2 de junio de 2018 en una derrota por 2-1 ante Kenia.

#### Partidos y goles internacionales
| Partidos y goles internacionales | Partidos y goles internacionales | Partidos y goles internacionales | Partidos y goles internacionales | Partidos y goles internacionales | Partidos y goles internacionales | Partidos y goles internacionales |
| #                                | Fecha                            | Estadio                          | Rival                            | Resultado                        | Competición                      | Gol(es)                          |
| -------------------------------- | -------------------------------- | -------------------------------- | -------------------------------- | -------------------------------- | -------------------------------- | -------------------------------- |
| 2018                             |                                  |                                  |                                  |                                  |                                  |                                  |
| 1                                | 2 de junio                       | Mumbai Football Arena, Bombay    | Kenia                            | 1 – 2                            | Copa Intercontinental 2018       |                                  |
| 2                                | 5 de junio                       | Mumbai Football Arena, Bombay    | China Taipéi                     | 1 – 0                            | Copa Intercontinental 2018       |                                  |
| 3                                | 7 de junio                       | Mumbai Football Arena, Bombay    | India                            | 2 – 1                            | Copa Intercontinental 2018       |                                  |